# リリー (企業)
株式会社リリー（英称: Lily corporation ）は、新潟県新潟市東区にある医療用衛生材料の製造メーカーである。

## 概要
1955年『株式会社リリー商会』として創業。1989年に社名を変更した。
清拭綿・お産用ナプキンなど衛生材料消耗品の製造販売や、病院からの滅菌処理の委託業務も行っている。特に、1960年に開発したお産用ナプキンは日本で最初に開発・製品化した。ベビー用品レンタル事業を1982年より新潟県内のみ展開、内祝いギフトの販売も行う。